# Ботеторт (округ)
Округ Ботеторт (англ. Botetourt County) располагается в США, штате Виргиния. По состоянию на 2010 год, численность населения составляла 33 148 человек. Был образован в 1770 году, получил своё название в честь лорда Ботеторта.

## География
По данным Бюро переписи США, общая площадь округа равняется 1414 км², из которых 1401 км² суша и 12 км² или 0,9 % это водоёмы.

### Соседние округа
- Роанок (Виргиния) — юго-запад
- Крейг (Виргиния) — запад
- Аллегейни (Виргиния) — северо-запад
- Рокбридж (Виргиния) — северо-восток
- Бедфорд (Виргиния) — юго-восток

## Демография
По данным переписи населения 2000 года в округе проживает 30 496 жителей в составе 11 700 домашних хозяйств и 9 114 семей. Плотность населения составляет 22 человека на км². На территории округа насчитывается 12 571 жилых строений, при плотности застройки 9 строений на км². Расовый состав населения: белые — 94,91 %, афроамериканцы — 3,52 %, коренные американцы (индейцы) — 0,22 %, азиаты — 0,47 %, представители других рас — 0,19 %, представители двух или более рас — 0,59 %. Испаноязычные составляли 0,59 % населения независимо от расы.
В составе 32,40 % из общего числа домашних хозяйств проживают дети в возрасте до 18 лет, 67,80 % домашних хозяйств представляют собой супружеские пары проживающие вместе, 7,00 % домашних хозяйств представляют собой одиноких женщин без супруга, 19,20 % домашних хозяйств не имеют отношения к семьям, 7,60 % домашних хозяйств состоят из престарелых (65 лет и старше), проживающих в одиночестве. Средний размер домашнего хозяйства составляет 2,56 человека, и средний размер семьи 2,92 человека.
Возрастной состав округа: 23,40 % моложе 18 лет, 5,80 % от 18 до 24, 28,90 % от 25 до 44, 28,80 % от 45 до 64 и 13,20 % от 65 и старше. Средний возраст жителя округа 41 год. На каждые 100 женщин приходится 99,70 мужчин. На каждые 100 женщин старше 18 лет приходится 98,40 мужчин.
Средний доход на домохозяйство в округе составлял 48 731 USD, на семью — 55 125 USD. Среднестатистический заработок мужчины был 37 182 USD против 25 537 USD для женщины. Доход на душу населения составлял 22 218 USD. Около 3,60 % семей и 5,20 % общего населения находились ниже черты бедности, в том числе — 5,40 % молодежи (тех кому ещё не исполнилось 18 лет) и 6,50 % тех кому было уже больше 65 лет.